# 에드먼턴
에드먼턴(Edmonton i/ˈɛdməntən/, 문화어: 에드몬톤)은 캐나다 앨버타주의 주도이다.

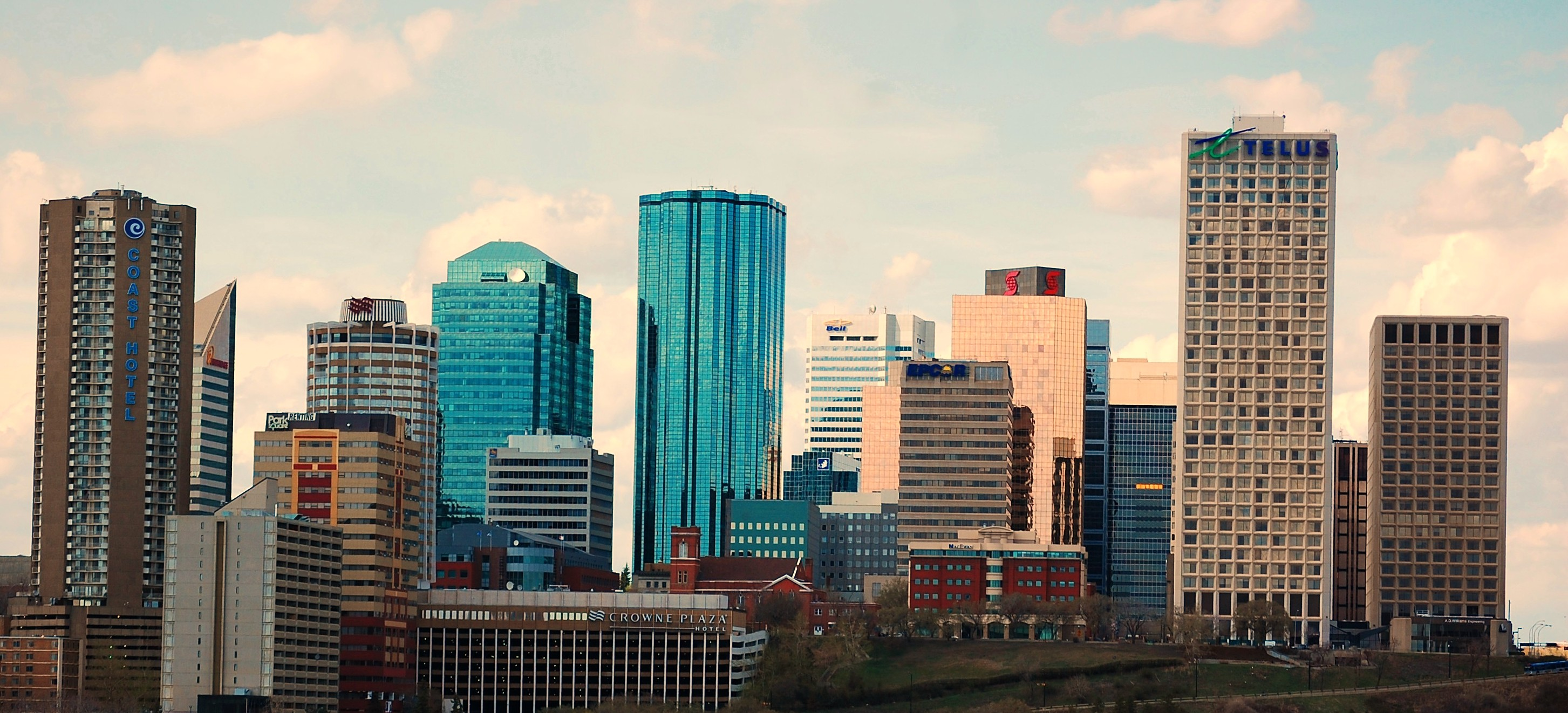
에드먼턴

## 역사
원래 에드먼턴은 크리, 블랙풋 인디언들이 살던 곳이었다. 1795년에 허드슨만과 노스웨스트 회사들이 서스캐처원강의 북쪽에 모피의 교역지를 지었다. 허드슨 만의 교역지는 "에드먼턴 하우스"라고 불리었다. 후에 포트 에드먼턴이 되었고, 그 지명은 영국의 도시 에드먼턴의 이름을 딴 것이었다. 1821년 2개의 회사들이 병합될 때까지 교역지는 몇번씩 옮겨갔다. 포트 에드먼턴은 지방의 모피 무역의 중심지가 되었으며, 1830년 현재 앨버타 입법부 건물의 대지 근처의 재건되었다. 1892년 읍으로 합방되면서 번창하기 시작하였다.
1904년 도시가 되었고, 다음해 앨버타 주가 설립되었을 때, 그 주도가 되었다. 1905년에는 에드먼턴과 캐나다 동부의 도시들을 잇는 캐나다 노던 철도(현 캐나다 내셔널 철도의 전신)이 건설되었다. 철도들은 에드먼턴으로 많은 정착자들을 데려왔다. 1912년에 서스캐처원강 북쪽에 있던 주변 도시 스트래스코나가 에드먼턴에 통합되었다.
1926년에 에드먼턴 국제공항이 개항하면서, 도시는 곧 비행의 중심지가 되었다. 제2차 세계 대전 중에는 미국의 육군이 알래스카 고속도로를 건설하였는데, 그 도로는 에드먼턴이 북아메리카 북서부의 배달과 교통의 중심지로 설립되는 데 도움을 주었다.
1947년 석유가 발견되자, 에드먼턴에 많은 석유 회사들을 불러들였다. 이 회사들은 정제소와 파이프를 지어 캐나다의 다른 지역들로 석유와 천연 가스를 공급하였다. 수천명의 사람들이 석유 산업에 일하러 에드먼턴으로 몰려들었다.
1960년대에는 도시 부흥에 힘을 썼고, 1970년대에 건설 붐이 일어났다. 새로운 사무실 건물들이 다운타운 지역의 낡은 건물들을 재편하였으며, 도시의 몇 지역과 메트로폴리스 지역에 근대적 쇼핑몰과 공장들을 세웠다. 1978년에는 코먼웰스 게임을 개최하였다.
1987년 6월 30일에는 토네이도가 일어나 많은 재산들이 손해를 입고, 27명의 사람들이 사망하였다.

## 경제
석유 산업이 에드먼턴의 가장 중요한 산업이다. 어떤 석유들은 파이프를 통하여 캐나다 동부와 미국으로 보내진다. 가솔린과 석유 화학 공업이 발달하였고, 플라스틱, 금속, 목재제품을 생산하기도 한다. 세계에서 가장 큰 쇼핑몰 중의 하나인 웨스트 에드먼턴 몰이 있는 데, 지금은 규모가 두바이에 있는 쇼핑몰에 밀리고 말았다.

## 주민
에드먼턴의 주민들은 영국, 아일랜드, 독일계통들이 많으며, 프랑스, 우크라이나, 중국계 주민들도 산다.
| 연도                      | 인구    | ±%      |
| ------------------------- | ------- | ------- |
| 1901                      | 2,626   | —       |
| 1906                      | 11,167  | +325.2% |
| 1911                      | 24,900  | +123.0% |
| 1916                      | 53,846  | +116.2% |
| 1921                      | 58,821  | +9.2%   |
| 1926                      | 65,163  | +10.8%  |
| 1931                      | 79,197  | +21.5%  |
| 1936                      | 85,774  | +8.3%   |
| 1941                      | 93,817  | +9.4%   |
| 1946                      | 113,116 | +20.6%  |
| 1951                      | 159,631 | +41.1%  |
| 1956                      | 226,002 | +41.6%  |
| 1961                      | 281,027 | +24.3%  |
| 1966                      | 376,925 | +34.1%  |
| 1971                      | 438,152 | +16.2%  |
| 1976                      | 461,361 | +5.3%   |
| 1981                      | 532,246 | +15.4%  |
| 1986                      | 573,982 | +7.8%   |
| 1991                      | 616,741 | +7.4%   |
| 1996                      | 616,306 | −0.1%   |
| 2001                      | 666,104 | +8.1%   |
| 2006                      | 730,372 | +9.6%   |
| 2011                      | 812,201 | +11.2%  |
| 2016                      | 932,546 | +14.8%  |
| Source: Statistics Canada |         |         |

## 프로 스포츠
에드먼턴에는 CFL 캐나다식 축구 팀인 에드먼턴 엘크스와 유명한 웨인 그레츠키를 탄생시킨 NHL 아이스하키 팀 에드먼턴 오일러즈가 있다. 2010년 FC 에드먼턴이라는 축구 팀이 창단되었다.

## 기후
| 에드먼턴의 기후                                                                             | 에드먼턴의 기후 | 에드먼턴의 기후 | 에드먼턴의 기후 | 에드먼턴의 기후 | 에드먼턴의 기후 | 에드먼턴의 기후 | 에드먼턴의 기후 | 에드먼턴의 기후 | 에드먼턴의 기후 | 에드먼턴의 기후 | 에드먼턴의 기후 | 에드먼턴의 기후 | 에드먼턴의 기후 |
| 월                                                                                          | 1월             | 2월             | 3월             | 4월             | 5월             | 6월             | 7월             | 8월             | 9월             | 10월            | 11월            | 12월            | 연간            |
| ------------------------------------------------------------------------------------------- | --------------- | --------------- | --------------- | --------------- | --------------- | --------------- | --------------- | --------------- | --------------- | --------------- | --------------- | --------------- | --------------- |
| 역대 최고 기온 °C (°F)                                                                      | 13.9 (57.0)     | 16.7 (62.1)     | 23.9 (75.0)     | 32.2 (90.0)     | 34.4 (93.9)     | 37.2 (99.0)     | 36.7 (98.1)     | 35.6 (96.1)     | 33.9 (93.0)     | 28.6 (83.5)     | 23.3 (73.9)     | 16.7 (62.1)     | 37.2 (99.0)     |
| 일평균 최고 기온 °C (°F)                                                                    | −5.8 (21.6)     | −3.0 (26.6)     | 1.7 (35.1)      | 10.4 (50.7)     | 17.5 (63.5)     | 21.0 (69.8)     | 23.5 (74.3)     | 22.6 (72.7)     | 17.6 (63.7)     | 10.0 (50.0)     | 0.6 (33.1)      | −4.7 (23.5)     | 9.3 (48.7)      |
| 일일 평균 기온 °C (°F)                                                                      | −10.3 (13.5)    | −7.9 (17.8)     | −3.1 (26.4)     | 4.9 (40.8)      | 11.6 (52.9)     | 15.6 (60.1)     | 18.1 (64.6)     | 17.0 (62.6)     | 11.9 (53.4)     | 5.0 (41.0)      | −3.5 (25.7)     | −9.0 (15.8)     | 4.2 (39.6)      |
| 일평균 최저 기온 °C (°F)                                                                    | −14.7 (5.5)     | −12.7 (9.1)     | −7.8 (18.0)     | −0.7 (30.7)     | 5.6 (42.1)      | 10.2 (50.4)     | 12.6 (54.7)     | 11.3 (52.3)     | 6.2 (43.2)      | −0.1 (31.8)     | −7.5 (18.5)     | −13.2 (8.2)     | −0.9 (30.4)     |
| 역대 최저 기온 °C (°F)                                                                      | −49.4 (−57.0)   | −49.4 (−57.0)   | −40.0 (−40.0)   | −26.1 (−15.0)   | −12.2 (10.0)    | −3.9 (25.0)     | −1.7 (28.9)     | −3.3 (26.1)     | −11.7 (10.9)    | −26.1 (−15.0)   | −42.2 (−44.0)   | −48.3 (−55.0)   | −49.4 (−57.0)   |
| 평균 강수량 mm (인치)                                                                       | 19.6 (0.77)     | 11.8 (0.46)     | 16.8 (0.66)     | 28.6 (1.13)     | 44.2 (1.74)     | 69.9 (2.75)     | 82.7 (3.26)     | 60.7 (2.39)     | 38.5 (1.52)     | 20.5 (0.81)     | 17.5 (0.69)     | 11.8 (0.46)     | 422.5 (16.63)   |
| 평균 강우량 mm (인치)                                                                       | 0.9 (0.04)      | 0.6 (0.02)      | 1.9 (0.07)      | 15.8 (0.62)     | 43.9 (1.73)     | 69.9 (2.75)     | 78.2 (3.08)     | 66.6 (2.62)     | 38.4 (1.51)     | 11.4 (0.45)     | 1.3 (0.05)      | 0.6 (0.02)      | 329.3 (12.96)   |
| 평균 강설량 cm (인치)                                                                       | 25.6 (10.1)     | 12.7 (5.0)      | 19.1 (7.5)      | 15.0 (5.9)      | 4.9 (1.9)       | 0.0 (0.0)       | 0.0 (0.0)       | 0.1 (0.0)       | 0.7 (0.3)       | 11.0 (4.3)      | 19.8 (7.8)      | 15.1 (5.9)      | 123.9 (48.8)    |
| 평균 강수일수 (≥ 0.2 mm)                                                                    | 11.2            | 8.0             | 8.1             | 8.9             | 10.2            | 14.4            | 15.1            | 12.2            | 10.6            | 8.7             | 8.8             | 8.3             | 124.4           |
| 평균 강우일수 (≥ 0.2 mm)                                                                    | 1.1             | 0.82            | 1.4             | 6.7             | 11.0            | 14.7            | 15.1            | 12.1            | 10.4            | 6.8             | 1.6             | 0.75            | 82.4            |
| 평균 강설일수 (≥ 0.2 cm)                                                                    | 10.6            | 6.9             | 7.5             | 4.1             | 1.1             | 0.0             | 0.0             | 0.06            | 0.29            | 2.9             | 7.2             | 8.4             | 49.0            |
| 평균 상대 습도 (%)                                                                          | 65.2            | 59.5            | 53.9            | 43.5            | 39.3            | 47.8            | 50.6            | 49.3            | 48.2            | 51.0            | 63.8            | 65.4            | 53.1            |
| 평균 월간 일조시간                                                                          | 100.8           | 121.7           | 176.3           | 244.2           | 279.9           | 285.9           | 307.5           | 282.3           | 192.7           | 170.8           | 98.4            | 84.5            | 2,344.8         |
| 평균 일일 일조시간                                                                          | 3.3             | 4.3             | 5.7             | 8.1             | 9.0             | 9.5             | 9.9             | 9.1             | 6.4             | 5.5             | 3.3             | 2.7             | 6.4             |
| 가능 일조율                                                                                 | 40.2            | 44.1            | 48.1            | 58.2            | 56.8            | 56.2            | 60.2            | 61.5            | 50.4            | 52.0            | 37.8            | 36.0            | 50.1            |
| 출처: 캐나다 환경기후변화부 (평년값: 1991년~2020년, 극값: 1880년~현재, 일조: 1981년~2010년) |                 |                 |                 |                 |                 |                 |                 |                 |                 |                 |                 |                 |                 |

## 자매 도시
| 지역 & 국가 | 도시           | 도시          |
| ----------- | -------------- | ------------- |
| 대한민국    | 강원특별자치도 | 원주시        |
| 미국        | 테네시주       | 내슈빌 (1990) |
| 대한민국    | 전라북도       | 순창군 (1985) |
| 캐나다      | 퀘벡주         | 가티노 (1967) |